# Amiota flavipes
Amiota flavipes är en tvåvingeart som beskrevs av Xu och Chen 2007. Amiota flavipes ingår i släktet Amiota och familjen daggflugor. Inga underarter finns listade i Catalogue of Life.